# ابوعبدالرحمن محمد سلمی
ابو عبدالرحمن محمد بن حسین سُلَمی نیشابوری صوفی، عارف و نویسنده ایرانی عرب زبان در سدهٔ چهارم و پنجم هجری قمری بود.

## نام و نسب
| نام  | کنیه         | نام پدر | جد           | نسب                  | نام و نسب کامل                                                                                                |
| ---- | ------------ | ------- | ------------ | -------------------- | --- |
| محمد | ابوعبدالرحمن | حسین    | محمد بن موسی | سُلَمی، نیشابوری، ازدی | أبو عبد الرحمن محمد بن الحسین بن محمد بن موسی بن خالد بن سالم بن زاویة بن سعید بن قبیصة بن سراق الأزدی السلمی |

## جایگاه علمی
سلمی نیشابور در تاریخ فرهنگی ایران و جهان اسلام به عنوان صوفی، مورخ، محدث و مفسر شناخته می‌شود. او یک اثر به نام اربعین فی الحدیث و از مشایخ حدیث بغداد روایت می‌کرده‌است. کتاب حقائق‌التفسیر سلمی یکی از مهم‌ترین کتاب‌ها در حوزه تفسیر عرفانی قرآن است. رساله‌هایی که سلمی در علوم تصوف، احوال و مقامات، آداب و رسوم، اخلاق و حقایق طریقت نگاشته، تأثیری بسزا در آثار نویسندگان پس از وی داشته‌است. نصرالله پورجوادی دربارهٔ وی نوشته‌است: «رسائلی که این نویسنده نیشابوری دربارهٔ ملامتیه و اهل فتوت نوشته، در واقع آثاری است که ما را به متن جامعه اسلامی ایران، بخصوص در خراسان، در قرن چهارم هجری می‌برد و با مسائل اجتماعی و ارزش‌هایی که متدینین برای آداب و رسوم خاص اجتماعی قابل بوده‌اند آشنا می‌سازد.»

## تولد و مرگ
او متولد ۱۰ جمادی الآخر سال ۳۲۵ هجری قمری در نیشابور بود و در روز ۳ شعبان سال ۴۱۲ هجری قمری در همان شهر درگذشت.

## آثار و نوشته‌ها
- آداب التعازی
- آداب الصحبة و حسن العشره
- آداب الصوفیة
- أمثال القرآن
- الأربعین
- الإخوة والأخوات من الصوفیة
- تاریخ أهل الصفوة
- حقائق التفسیر
- طبقات الصوفیة: مشهورتین اثر وی که به عنوان کتابی مرجع در تصوف مطرح است.
- مقامات الأولیاء
- جوامع آداب الصوفیه
- عیوب النفس و مداوتها
- درجات المعاملات
- کتاب السماع
- مناهج العارفین
- کتاب نسیم الارواح
- کتاب کلام الشافعی فی التصوف
- کتاب الفتوه
- الملامتیه و الصوفیه و اهل الفتوه
- کتاب الاربعین فی التصوف[۲]